# جورجو گولدونی
جورجو گولدونی (ایتالیایی: Giorgio Goldoni؛ زادهٔ ۱۹ نوامبر ۱۹۵۴) بازیکن والیبال اهل ایتالیا بود. وی در بازی‌های المپیک تابستانی ۱۹۷۶ شرکت کرده‌است.